# Gilles Deleuze
Gilles Deleuze (18 januari 1925 – 4 november 1995) was een Frans filosoof die vanaf de jaren 50 schreef over filosofie, literatuur, film en beeldende kunst. Enkele van zijn meest bekende werken zijn Verschil en Herhaling (1968), Anti-Oedipus (1972), Mille Plateaux (1980) en Wat is filosofie? (1991). Hoewel hij zichzelf ooit karakteriseerde als "pure metafysicus", heeft zijn werk invloed (gehad) op uiteenlopende disciplines in de filosofie, kunsten en wetenschappen.
Deleuze wordt ook wel beschouwd als een schrijver van geschiedenis van de filosofie. Hij schreef invloedrijke werken over onder andere de Stoa, Spinoza, Leibniz, Hume, Kant, Nietzsche en Bergson.
Samen met meerdere Franse en Italiaanse marxistisch geïnspireerde neo-Spinozisten (zoals Louis Althusser, Étienne Balibar en Antonio Negri) was hij een van de centrale figuren in een grote opleving van Spinoza-studies in de late 20e- en vroege 21e-eeuwse continentale filosofie.

## Biografie
Na een studie filosofie aan de Sorbonne gaat Deleuze lesgeven op diverse Lycea en later ook universiteiten. Zijn eerste boeken gaan over Hume en Bergson. In 1962 publiceert hij zijn eerste belangrijke werk: Nietzsche et la philosophie. Daarmee staat hij aan het begin van de Franse 'herontdekking' van Nietzsche. Aan het einde van de jaren 60 publiceert Deleuze zijn filosofische hoofdwerken, Différence et répétition (1968) en Logique du Sens (1969).
In 1969 nodigt Michel Foucault Deleuze, die op dat moment in Lyon werkt, uit om in Parijs les te gaan geven aan de 'experimentele' campus van de Universiteit van Parijs VIII te Vincennes, die aldaar na de studentenopstand van 1968 werd opgericht. In die tijd ontmoet hij ook de psychoanalyticus Félix Guattari. Samen met Guattari publiceert Deleuze in 1972 het beroemde werk L'Anti-Oedipe, het eerste deel van Capitalisme et schizophrénie. In dit boek formuleren Deleuze & Guattari hun kritiek op het psychoanalytische denken van Jacques Lacan en breken ze een lans voor een vrijere, 'nomadische' subjectiviteit die uiteraard ook gevolgen heeft voor de manier waarop de samenleving zou moeten worden ingericht. In het tweede deel van de serie, het in 1980 verschenen Mille plateaux, werken ze deze kritiek verder uit. Tegenover het bipolaire 'staatsdenken' brengen ze een 'rhizomatisch' netwerkdenken in stelling.
In zijn latere werken zoekt Deleuze nadrukkelijker de verbindingen met niet-filosofische domeinen op. Hij schrijft boeken over literatuur (Kafka: pour une littérature mineure, 1975, samen met Guattari), beeldende kunst (Logique de la sensation over Francis Bacon, 1981) en film (Cinéma, twee delen: 1983 en 1985). 
In 1987 gaat Deleuze met pensioen, al blijft hij schrijven. Tot hij op 70-jarige leeftijd – inmiddels lijdend aan een terminale longziekte – zelfmoord pleegt, door uit het raam van zijn Parijse appartement te springen.

## Filosofie
Filosofie was voor Deleuze niet een losstaande reflectie op de wereld, maar een schepping van nieuwe ideeën en concepten in de wereld. Vooral in zijn latere werk was hij zeer kritisch over de gangbare academische manier van filosoferen, met name de herhaling van oude denkers die daarin een belangrijke rol speelt; zijn eigen opleiding typeerde hij zelfs als een 'scholastiek erger dan de middeleeuwen'. Deleuzes ideeën hebben invloed gehad op veel hedendaagse politieke studies over globalisering (bijvoorbeeld in het werk van Antonio Negri en Michael Hardt) en op film- en mediastudies. Zijn werk heeft ook diverse kunstenaars en architecten beïnvloed.
De werken van Deleuze vallen uiteen in twee groepen: enerzijds monografieën die het werk interpreteren van andere filosofen (Baruch Spinoza, Gottfried Wilhelm Leibniz, David Hume, Immanuel Kant, Friedrich Nietzsche, Henri Bergson, Michel Foucault) en kunstenaars (Marcel Proust, Franz Kafka, Francis Bacon); anderzijds eclectische filosofische boekwerken die per concept zijn georganiseerd (bv. verschil, zin, gebeurtenissen, schizofrenie, economie, film, verlangen, filosofie). Beide aspecten worden echter door zijn critici en analisten gezien als overlappend, met name door zijn proza en de unieke indeling van zijn boeken die veelzijdige lezingen mogelijk maken.

### Metafysica
Deleuzes belangrijkste filosofische project in de werken die hij schreef vóór zijn samenwerking met Guattari kan worden samengevat als een omkering van de traditionele metafysische relatie tussen identiteit en verschil. Traditioneel wordt verschil gezien als een afgeleide van identiteit: bijvoorbeeld, wanneer men zegt dat "X anders is dan Y" worden X en Y voorondersteld met ten minste relatief stabiele identiteiten (zoals in Plato's vormen). Deleuze beweert daarentegen dat alle identiteiten gevolgen zijn van verschil. Identiteiten zijn noch logisch noch metafysisch voorafgaand aan verschil, stelt Deleuze, "gezien het feit dat er natuurverschillen bestaan tussen dingen van hetzelfde geslacht." Dat wil zeggen, niet alleen zijn er geen twee dingen ooit hetzelfde, de categorieën die we gebruiken om individuen te identificeren komen in de eerste plaats voort uit verschillen. Schijnbare identiteiten zoals "X" zijn samengesteld uit een eindeloze reeks verschillen. Verschil, met andere woorden, gaat helemaal naar beneden. Om de werkelijkheid eerlijk tegemoet te treden, stelt Deleuze, moeten we de wezens precies zo begrijpen als ze zijn, en concepten van identiteit (vormen, categorieën, gelijkenissen, eenheid van apperceptie, predicaten, enz. ) slagen er niet in het "verschil an sich" te begrijpen. "Als de filosofie een positieve en directe relatie heeft tot de dingen, dan is dat alleen in zoverre de filosofie het ding zelf wil vatten, overeenkomstig wat het is, in zijn verschil met alles wat het niet is, met andere woorden, in zijn innerlijk verschil."
Net als Kant beschouwt Deleuze de traditionele noties van ruimte en tijd als door het subject opgelegde unificerende vormen. Hij concludeert daarom dat het zuivere verschil niet onderhevig aan tijd en ruimte is; het is een idee, wat Deleuze "het virtuele" noemt. (Het begrip verwijst naar Prousts definitie van wat constant is in het verleden en het heden: "werkelijk zonder geactualiseerd te zijn, ideëel zonder abstract te zijn.") Hoewel Deleuzes virtuele ideeën oppervlakkig gezien lijken op Plato's vormen en Kants ideeën van de zuivere rede, zijn het geen originelen of modellen, noch overstijgen ze de mogelijke ervaring; in plaats daarvan zijn ze de voorwaarden van de werkelijke ervaring, het interne verschil an sich. "Het concept dat zij [de voorwaarden] vormen is identiek aan zijn object." Een Deleuzeaans idee of concept van verschil is daarom geen wikkelachtige abstractie van een ervaren ding, het is een reëel systeem van differentiële relaties dat daadwerkelijke ruimtes, tijden en sensaties creëert.
Zo verwijst Deleuze soms naar zijn filosofie als een transcendentaal empirisme (empirisme transcendantal), verwijzend naar Kant. In Kants transcendentaal idealisme is ervaring enkel zinnig als ze wordt georganiseerd door intuïties (namelijk ruimte en tijd) en concepten (zoals causaliteit). De aanname dat de inhoud van deze intuïties en concepten kwaliteiten zijn van de wereld zoals die bestaat, onafhankelijk van onze perceptuele toegang, leidt volgens Kant tot verleidelijke maar zinloze metafysische overtuigingen (bijvoorbeeld het uitbreiden van het begrip causaliteit tot buiten de mogelijke ervaring, wat resulteert in oncontroleerbare speculaties over een eerste oorzaak). Deleuze zet de Kantiaanse opvatting op zijn kop: de ervaring overstijgt onze concepten door nieuwheid te presenteren, en deze rauwe ervaring van verschil actualiseert een idee, ongehinderd door onze voorafgaande categorieën, en dwingt ons nieuwe manieren van denken uit te vinden.
Tegelijkertijd beweert Deleuze dat het zijn eenstemmig (univoque) is, d.w.z. dat al haar gesteldheden met één stem worden bevestigd. Deleuze leent de leer van de ontologische eenduidigheid van de middeleeuwse filosoof John Duns Scotus. In de middeleeuwse twisten over de aard van God waren veel vooraanstaande theologen en filosofen (zoals Thomas van Aquino) van mening dat wanneer men zegt dat "God goed is", Gods goedheid slechts analoog is aan de menselijke goedheid. Scotus stelde daarentegen dat wanneer men zegt dat "God goed is", de goedheid in kwestie precies dezelfde soort goedheid is die bedoeld wordt wanneer men zegt "Jane is goed". Dat wil zeggen dat God alleen in mate van ons verschilt, en dat eigenschappen als goedheid, macht, rede, enz. eenduidig worden toegepast, ongeacht of men het over God, een mens of een vlo heeft.
Deleuze past de leer van de eenstemmigheid aan om te beweren dat het Zijn, eenstemmig, verschil is. "Bij eenstemmigheid zijn het echter niet de verschillen die zijn en moeten zijn: het is het Zijn dat Verschil is, in de zin dat het gezegd wordt van verschil. Bovendien zijn wij het niet die eenstemmig zijn in een Zijn dat dat niet is; het zijn wij en onze individualiteit die meerstemmig blijft in en voor een eenstemmig Zijn." Hier vindt Deleuze tegelijk een echo en een omkering van Spinoza, die beweerde dat alles wat bestaat een modificatie is van de ene substantie, God of de Natuur. Voor Deleuze is er niet één substantie, alleen een zich altijd onderscheidend proces, een origamikosmos, die zich altijd vouwt, ontvouwt en opnieuw vouwt. Deleuze vat deze ontologie samen in de paradoxale formule "pluralisme = monisme".

## Voornaamste werken
Vertaald
- Kritisch en klinisch. Essays over literatuur en filosofie, vert. Walter van der Star (Amsterdam: Octavo, 2015), ISBN 9789490334093.
- Francis Bacon. Logica van de gewaarwording, vert. Walter van der Star (Amsterdam: Octavo, 2015), ISBN 9789490334086.

Origineel
- 1953 - Empirisme et subjectivité. Essai sur la Nature Humaine selon Hume
- 1962 - Nietzsche et la philosophie
- 1963 - La philosophie critique de Kant
- 1964/1970 - Proust et les signes
- 1966 - Le Bergsonisme
- 1967 - Présentation de Sacher-Masoch
- 1968 - Différence et répétition
- 1968 - Spinoza et le problème de l'expression
- 1969 - Logique du sens
- 1970/1981 - Spinoza - Philosophie pratique
- 1972/1973 - Capitalisme et Schizophrénie I. L'Anti-Oedipe (met Félix Guattari)
- 1975 - Kafka. Pour une Littérature Mineure (met Félix Guattari)
- 1976 - Rhizome (met Félix Guattari)
- 1977 - Dialogues (met Claire Parnet)
- 1979 - Superpositions
- 1980 - Capitalisme et Schizophrénie II. Mille Plateaux (met Félix Guattari)
- 1981 - Francis Bacon - Logique de la sensation
- 1983 - Cinéma I: L'image-mouvement
- 1985 - Cinéma II: L'image-temps
- 1986 - Foucault
- 1988 - Le pli - Leibniz et le baroque
- 1990 - Pourparlers
- 1991 - Qu’est-ce que la philosophie? (met Félix Guattari)
- 1993 - Critique et clinique
- 1995 - L’Immanence: une vie…

Postuum
- 2000 - Pure Immanence
- 2002 - L'île déserte et autres textes
- 2004 - Deux régimes de fous et autres textes

## Vertalingen
- 'Praktische lessen: de filosofie van Spinoza', in: De Revisor 26 (1999), afl. 3-4, p. 102-107
- Dialogen, Kampen: Kok-Agora 1991 (Dialogues)
- Het denken in plooien geschikt, Kampen: Kok-Agora 1992 (vert. van een gedeelte uit: Pourparlers: 1972-1990)
- Nietzsche. Baarn: Agora/Pelckmans 1999 (Nietzsche)
- Kapitalisme en schizofrenie, Kampen: Klement en Kapellen: Pelckmans 2010 (Capitalisme et schizophrénie)
- Verschil en herhaling, Amsterdam: Boom 2012 (Différence et répétition)
- Kritisch en klinisch: Essays over literatuur en filosofie, Amsterdam: Octavo 2013 (Critique et clinique)
- Francis Bacon: Logica van de gewaarwording, Amsterdam: Octavo 2014 (Francis Bacon: logique de la sensation).